# Xerophyta viscosa
Xerophyta viscosa är en enhjärtbladig växtart som beskrevs av John Gilbert Baker. Xerophyta viscosa ingår i släktet Xerophyta och familjen Velloziaceae. Inga underarter finns listade.

## Bildgalleri

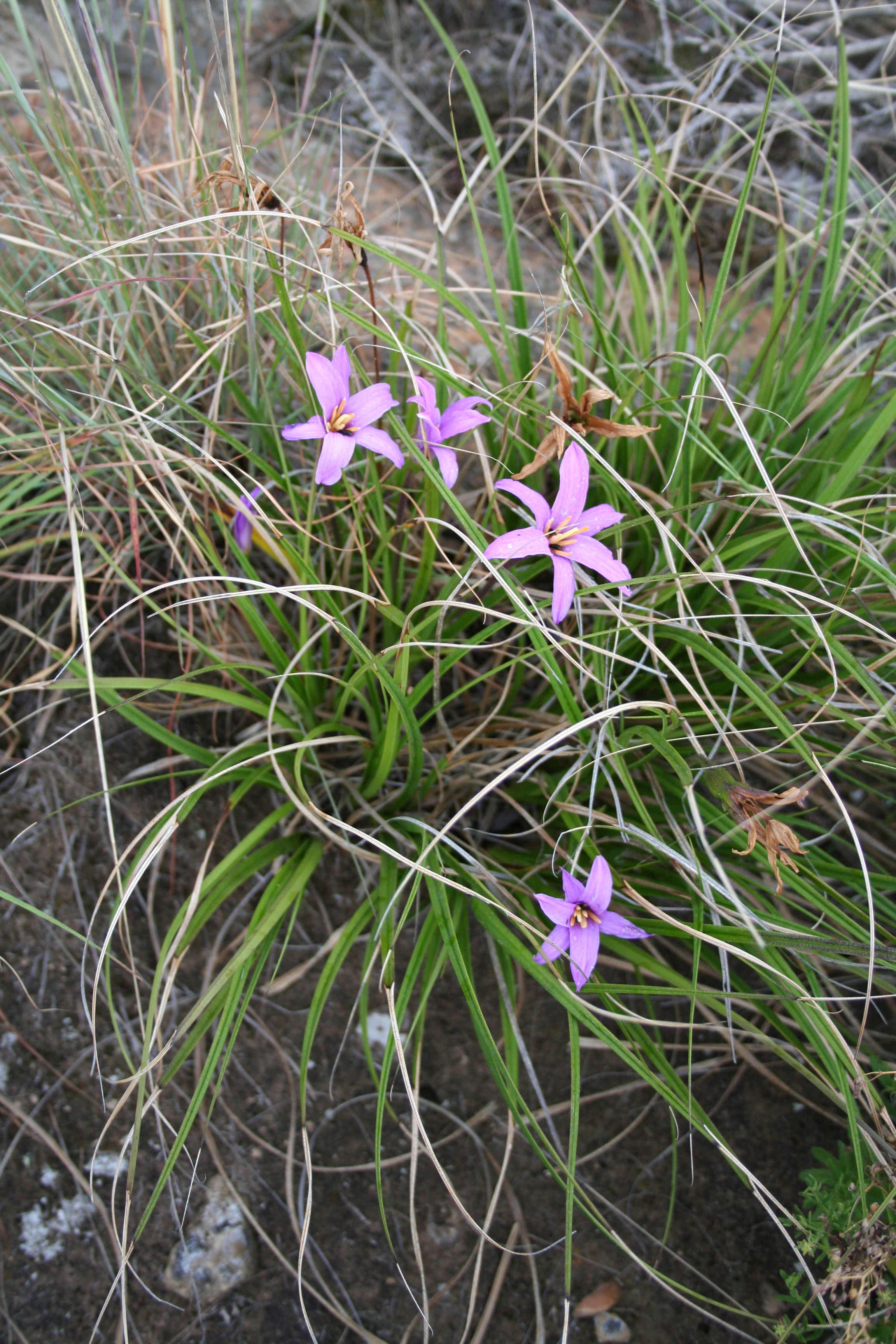